# Bapatla
Bapatla est une ville et le chef-lieu du district de Bapatla dans l'État d'Andhra Pradesh en Inde. 
Selon le recensement de l'Inde de 2011, la localité compte une population de 103 000 habitants.